# Plantatge morro d'ovella
El plantatge morro d'ovella (Plantago lagopus) és una planta herbàcia de la família de les plantaginàcies distribuïda des de l'oceà Atlàntic fins al Pakistan, incloent el nord d'Àfrica i l'Orient Mitjà. Aquesta planta, d'hàbits força ruderals, creix en herbassars secs, guarets, erms, etc. És semblant a Plantago lanceolata però més petita, i en general més peluda; bràctees peludes no glabres. Floreix des de finals de l'hivern i a la primavera.